# Erik Durm
Erik Durm (Pirmasens, 12 maggio 1992) è un calciatore tedesco, difensore del Rieschweiler.

## Caratteristiche tecniche
Mancino di piede, può ricoprire diversi ruoli sulla fascia. Nasce come attaccante, ma nella stagione 2013-2014 Jürgen Klopp, lo schiera come terzino sinistro in rimpiazzo dell'infortunato Marcel Schmelzer. Il terzino sinistro diventa quindi il suo ruolo, ma Erik Durm è adatto anche a ricoprire il ruolo di terzino destro, esterno di centrocampo e anche quello di esterno d'attacco.

## Carriera

### Club
Le prime partite ufficiali che Durm gioca sono nelle competizioni U17 e U19 con il Saarbrucken. Nelle giovanili del Magonza segna 29 gol in 56 presenze.
Nella stagione 2012-2013 viene acquistato dal Borussia Dortmund e inserito nelle giovanili. La prima stagione con la seconda squadra dei giallo-neri si conclude con 28 presenze e 2 gol segnati.
Nella stagione 2013-2014 riesce a trovare spazio anche in prima squadra, esordendovi alla prima giornata di campionato nella trasferta vinta per 4-0 sul campo dell'Augsburg entrando all'88' minuto. Il 24 settembre esordisce nella Coppa di Germania giocando interamente la partita vinta ai supplementari per 0-2 contro il Monaco 1860. Il 1º ottobre 2013 esordisce per la prima volta nella massima competizione europea, ovvero la Champions League, nella partita vinta per 3-0 in casa contro il Marsiglia in cui fornisce un assist a Robert Lewandowski per il primo gol dei padroni di casa. Il 19 ottobre, nella partita di campionato casalinga contro l'Hannover 96, si procura il rigore, poi trasformato da Marco Reus, dell'1-0 riuscendo a far portare a casa i 3 punti alla sua squadra.
La stagione 2014-2015 si apre con la vittoria della Supercoppa di Germania, battendo il Bayern Monaco con il punteggio di 2-0. Il 9 maggio 2015 trova il primo gol in Bundesliga e con la maglia del Borussia Dortmund nella partita vinta 2-0 in casa contro l'Herta Berlino.
La stagione successiva nonostante il cambio in panchina, da Jürgen Klopp a Thomas Tuchel, non perde il posto da titolare. Nonostante tutto salta la prima metà della stagione per un'operazione al ginocchio. Torna a giocare nell'anno nuovo (2016) nella vittoria del derby contro il Borussia Mönchengladbach per 3-1. Il 2 marzo trova il primo gol stagionale nella vittoria per 2-0 sul campo del Darmstadt.
Durante l'estate torna ad infortunarsi al ginocchio già operato saltando la prima parte di stagione. La prima presenza della stagione 2016-2017 la trova nella partita vinta 1-0 in casa contro il Bayern Monaco.
Il 13 luglio 2018, l'Huddersfield Town ufficializza l'acquisizione del giocatore a titolo gratuito dal Borussia Dortmund.
In seguito alla retrocessione dei Terriers, il 3 luglio 2019 si accasa a titolo gratuito all'Eintracht Francoforte, lasciando l'Inghilterra dopo un solo anno e firmando un contratto quadriennale.
Il 22 giugno 2022, con un anno di anticipo sulla scadenza del contratto, lascia Francoforte per passare al Kaiserslautern. Il 24 gennaio 2024, dopo aver collezionato 34 presenze con la maglia del club tedesco e visti i molteplici infortuni, all'età di 31 anni decide di ritirarsi dal mondo del calcio.

### Nazionale
Convocato per il Mondiale 2014, il 13 luglio 2014, pur senza mai scendere in campo nella competizione, si laurea campione del mondo dopo la vittoria in finale sull'Argentina per 1-0, ottenuta grazie al goal decisivo di Götze durante i tempi supplementari.

## Statistiche

### Presenze e reti nei club
Statistiche aggiornate al 24 gennaio 2024.
| Stagione                     | Squadra                      | Campionato                   | Campionato | Campionato | Coppe nazionali | Coppe nazionali | Coppe nazionali | Coppe continentali | Coppe continentali | Coppe continentali | Altre coppe | Altre coppe | Altre coppe | Totale | Totale |
| Stagione                     | Squadra                      | Comp                         | Pres       | Reti       | Comp            | Pres            | Reti            | Comp               | Pres               | Reti               | Comp        | Pres        | Reti        | Pres   | Reti   |
| ---------------------------- | ---------------------------- | ---------------------------- | ---------- | ---------- | --------------- | --------------- | --------------- | ------------------ | ------------------ | ------------------ | ----------- | ----------- | ----------- | ------ | ------ |
| 2010-2011                    | Magonza II                   | RLW                          | 1          | 0          | -               | -               | -               | -                  | -                  | -                  | -           | -           | -           | 1      | 0      |
| 2011-2012                    | Magonza II                   | RLW                          | 32         | 13         | -               | -               | -               | -                  | -                  | -                  | -           | -           | -           | 32     | 13     |
| Totale Magonza II            | Totale Magonza II            | Totale Magonza II            | 33         | 13         |                 | -               | -               |                    | -                  | -                  |             | -           | -           | 33     | 13     |
| 2012-2013                    | Borussia Dortmund II         | 3L                           | 28         | 2          | -               | -               | -               | -                  | -                  | -                  | -           | -           | -           | 28     | 2      |
| 2013-2014                    | Borussia Dortmund II         | 3L                           | 2          | 0          | -               | -               | -               | -                  | -                  | -                  | -           | -           | -           | 2      | 0      |
| 2014-2015                    | Borussia Dortmund II         | 3L                           | 2          | 0          | -               | -               | -               | -                  | -                  | -                  | -           | -           | -           | 2      | 0      |
| Totale Borussia Dortmund II  | Totale Borussia Dortmund II  | Totale Borussia Dortmund II  | 32         | 2          |                 | -               | -               |                    | -                  | -                  |             | -           | -           | 32     | 2      |
| 2013-2014                    | Borussia Dortmund            | BL                           | 19         | 0          | CG              | 3               | 0               | UCL                | 7                  | 0                  | SG          | -           | -           | 29     | 0      |
| 2014-2015                    | Borussia Dortmund            | BL                           | 18         | 1          | CG              | 5               | 0               | UCL                | 4                  | 0                  | SG          | 1           | 0           | 28     | 1      |
| 2015-2016                    | Borussia Dortmund            | BL                           | 14         | 1          | CG              | 3               | 0               | UEL                | 3                  | 0                  | -           | -           | -           | 20     | 1      |
| 2016-2017                    | Borussia Dortmund            | BL                           | 13         | 0          | CG              | 3               | 0               | UCL                | 4                  | 0                  | SG          | 0           | 0           | 20     | 0      |
| 2017-2018                    | Borussia Dortmund            | BL                           | 0          | 0          | CG              | 0               | 0               | UCL+UEL            | 0                  | 0                  | -           | -           | -           | 0      | 0      |
| Totale Borussia Dortmund     | Totale Borussia Dortmund     | Totale Borussia Dortmund     | 64         | 2          |                 | 14              | 0               |                    | 18                 | 0                  |             | 1           | 0           | 97     | 2      |
| 2018-2019                    | Huddersfield Town            | PL                           | 28         | 0          | FACup+CdL       | 1+1             | 0               | -                  | -                  | -                  | -           | -           | -           | 30     | 0      |
| 2019-2020                    | Eintracht Francoforte        | BL                           | 9          | 0          | CG              | 2               | 0               | UEL                | 4                  | 0                  | -           | -           | -           | 15     | 0      |
| 2020-2021                    | Eintracht Francoforte        | BL                           | 20         | 1          | CG              | 1               | 0               | -                  | -                  | -                  | -           | -           | -           | 21     | 1      |
| 2021-2022                    | Eintracht Francoforte        | BL                           | 7          | 0          | CG              | 0               | 0               | UEL                | 2                  | 0                  | -           | -           | -           | 9      | 0      |
| Totale Eintracht Francoforte | Totale Eintracht Francoforte | Totale Eintracht Francoforte | 36         | 1          |                 | 3               | 0               |                    | 6                  | 0                  |             | -           | -           | 45     | 1      |
| 2022-2023                    | Kaiserslautern               | 2BL                          | 27         | 0          | CG              | 1               | 0               | -                  | -                  | -                  | -           | -           | -           | 28     | 0      |
| 2023-gen. 2024               | Kaiserslautern               | 2BL                          | 4          | 0          | CG              | 2               | 0               | -                  | -                  | -                  | -           | -           | -           | 6      | 0      |
| Totale Kaiserslautern        | Totale Kaiserslautern        | Totale Kaiserslautern        | 31         | 0          |                 | 3               | 0               |                    | -                  | -                  |             | -           | -           | 34     | 0      |
| Totale carriera              | Totale carriera              | Totale carriera              | 224        | 18         |                 | 22              | 0               |                    | 24                 | 0                  |             | 1           | 0           | 251    | 18     |

### Cronologia presenze e reti in Nazionale
| Cronologia completa delle presenze e delle reti in nazionale ― Germania | Cronologia completa delle presenze e delle reti in nazionale ― Germania | Cronologia completa delle presenze e delle reti in nazionale ― Germania | Cronologia completa delle presenze e delle reti in nazionale ― Germania | Cronologia completa delle presenze e delle reti in nazionale ― Germania | Cronologia completa delle presenze e delle reti in nazionale ― Germania | Cronologia completa delle presenze e delle reti in nazionale ― Germania | Cronologia completa delle presenze e delle reti in nazionale ― Germania |
| Data                                                                    | Città                                                                   | In casa                                                                 | Risultato                                                               | Ospiti                                                                  | Competizione                                                            | Reti                                                                    | Note                                                                    |
| ----------------------------------------------------------------------- | ----------------------------------------------------------------------- | ----------------------------------------------------------------------- | ----------------------------------------------------------------------- | ----------------------------------------------------------------------- | ----------------------------------------------------------------------- | ----------------------------------------------------------------------- | ----------------------------------------------------------------------- |
| 1-6-2014                                                                | Mönchengladbach                                                         | Germania                                                                | 2 – 2                                                                   | Camerun                                                                 | Amichevole                                                              | -                                                                       | 85’                                                                     |
| 3-9-2014                                                                | Düsseldorf                                                              | Germania                                                                | 2 – 4                                                                   | Argentina                                                               | Amichevole                                                              | -                                                                       |                                                                         |
| 7-9-2014                                                                | Dortmund                                                                | Germania                                                                | 2 – 1                                                                   | Scozia                                                                  | Qual. Euro 2016                                                         | -                                                                       | 72’                                                                     |
| 11-10-2014                                                              | Varsavia                                                                | Polonia                                                                 | 2 – 0                                                                   | Germania                                                                | Qual. Euro 2016                                                         | -                                                                       |                                                                         |
| 14-10-2014                                                              | Gelsenkirchen                                                           | Germania                                                                | 1 – 1                                                                   | Irlanda                                                                 | Qual. Euro 2016                                                         | -                                                                       |                                                                         |
| 14-11-2014                                                              | Norimberga                                                              | Germania                                                                | 4 – 0                                                                   | Gibilterra                                                              | Qual. Euro 2016                                                         | -                                                                       | 72’                                                                     |
| 18-11-2014                                                              | Vigo                                                                    | Spagna                                                                  | 0 – 1                                                                   | Germania                                                                | Amichevole                                                              | -                                                                       |                                                                         |
| Totale                                                                  |                                                                         | Presenze                                                                | 7                                                                       |                                                                         | Reti                                                                    | 0                                                                       |                                                                         |

## Palmarès

### Club

#### Competizioni nazionali
- Supercoppa di Germania: 2

Borussia Dortmund: 2013, 2014
- Coppa di Germania: 1

Borussia Dortmund: 2016-2017

#### Competizioni internazionali
- UEFA Europa League: 1

Eintracht Francoforte: 2021-2022

### Nazionale
- Campionato mondiale: 1

Brasile 2014